# Cocangue (zona autoadministrada)
Cocangue (em birmanês: Kokang) é uma zona autoadministrada da Birmânia (ou Mianmar) com capital em Laukkai. Foi criada no interior do estado de Xã após conflito armado com o governo.